# Maro (Ciad)
Maro   è un comune del Ciad situato nel dipartimento di Grande Sido, provincia di Moyen-Chari.
È il capoluogo del dipartimento.